# Aetobatus
Aetobatus is een geslacht van Chondrichthyes (kraakbeenvissen) uit de monotypische familie Aetobatidae.

## Soorten
Het geslacht bevat 5 soorten.
- Aetobatus flagellum (Bloch & Schneider, 1801) – Langkopadelaarsrog
- Aetobatus laticeps (Gill, 1865)
- Aetobatus narinari (Euphrasén, 1790) – Gevlekte adelaarsrog
- Aetobatus narutobiei (White, Furumitsu & Yamaguchi, 2013)
- Aetobatus ocellatus (Kuhl, 1823)
  - = Aetobatus guttatus (Shaw, 1804)
  - = Aetobatus punctatus (Miklukho-Maclay & MacLeay, 1886)

### Synoniemen
- Aetobatus reticulatus Teng, 1962 => Aetomylaeus vespertilio (Bleeker, 1852)